# Bénodet

Bénodet este o comună în departamentul Finistère, Franța. În 1 ianuarie 2022 avea o populație de 3.878 de locuitori.